# Danh sách hệ quản trị cơ sở dữ liệu SQL

## Phần mềm có bản quyền
- 4th Dimension
- ANTs Data Server
- Dataphor
- Daffodil database
- DB2
- Tập tinMaker Pro
- Informix
- InterBase
- Matisse  Lưu trữ ngày 25 tháng 1 năm 2021 tại Wayback Machine
- Microsoft Access
- Microsoft SQL Server
- Mimer SQL
- NonStop SQL
- Oracle
- Sand Analytic Server (trước đây là Nucleus)
- SmallSQL
- Sybase ASA (trước đây là Watcom SQL)
- Sybase
- Sybase IQ
- Teradata
- ThinkSQL
- VistaDB  Lưu trữ ngày 11 tháng 9 năm 2008 tại UK Government Web Archive

## Phần mềm miễn phí hoặc nguồn mở
- Cloudscape
- Firebird
- HSQLDB
- Ingres (cơ sở dữ liệu)
- MaxDB
- MonetDB
- MySQL
- PostgreSQL
- SQLite
- tdbengine

## Lịch sử
- Oracle Rdb
- Paradox
- SQL/DS
- Sybase SQL Server